# Poliziotto speciale
Poliziotto speciale (One Tough Cop) è un film del 1998 diretto da Bruno Barreto.
La pellicola è tratta dall'autobiografia One Tough Cop del detective del New York City Police Department Bo Dietl.

## Trama
New York, il detective Bo Dietl, cresciuto in un ambiente pervaso dalla malavita, si arruola nella polizia, conservando però l'amicizia con Richie La Cassa, futuro boss della zona. Insieme al collega Duke Finnerly, uomo di temperamento violento, tendente all'alcolismo e che progressivamente accumula debiti di gioco con i malavitosi che saltuariamente, anche per motivi legati alla sua professione frequenta, si trova ad indagare sull'aggressione ad una giovane suora che, all'interno di una chiesa, viene aggredita, violentata e brutalmente seviziata a seguito del furto di un crocifisso di nessun valore. Con l'aiuto dell'amico Richie i due riescono a risolvere il caso, che tuttavia gli viene "scippato", per ragioni politiche e di opportunità, dal tenente Denny Reagan, ed, a causa del comportamento ipocrita del suo superiore, Bo lo aggredisce durante la conferenza stampa in cui si attribuisce l'arresto degli autori del delitto venendo sospeso dal servizio insieme al collega.
Bo trova conforto nell'affetto di Joey, vecchia amica a cui è rimasto affezionato che tuttavia è l'amante delusa di Richie, alla quale quest'ultimo ha confidato che mai lascerà la moglie ed i figli per lei, mentre Duke viene avvertito dell'obbligo del saldo dei suoi debiti e, dopo che il suo creditore Frankie "Hot" Salvino, un boss amico di Richie, lo apostrofa dopo avere saputo della sua sospensione, egli gli frattura il naso sbattendogli la faccia su di un tavolino, provocando la reazione del boss che qualche giorno dopo lo uccide. Bo, precedentemente ricattato da due agenti dell'FBI per il suo legame con Richie, dopo il rifiuto a collaborare, viene affrontato da quest'ultimo, al quale i due agenti hanno comunicato il suo legame con Joey ma Frankie, temendo la vendetta dei due amici, li affronta uccidendo per errore Richie, venendo inseguito ed a sua volta ucciso da Bo. La commissione d'inchiesta assolve Bo da tutte le accuse e lo reintegra in servizio ed, all'uscita della seduta, trova Joey con la quale potrà finalmente vivere l'amore, libero da qualunque condizionamento o rimorso.

## Curiosità
- L'episodio dell'aggressione e dello stupro di una giovane suora, descritto dal detective Bo Dietl nella sua autobiografia, ispirò il regista Abel Ferrara, il quale riprodusse la scena nel film del 1992 Il cattivo tenente.